# Miller Chacón
José Miller Chacón Penna, más conocido como Miller Chacón (Guadalupe (Huila), 8 de marzo de 1939 - Bogotá, 25 de noviembre de 1993), fue dirigente comunista, abogado y periodista colombiano.  
Asesinado por un grupo de sicarios en Bogotá.

## Biografía
Ingresó en 1959 a la Juventud Comunista Colombiana, JUCO, cuando llevaba a cabo sus estudios de derecho en la Universidad Libre. Representó a la JUCO en la Federación Mundial de la Juventud Democrática en Budapest. Pasó al Partido Comunista Colombiano siendo articulista del Semanario Voz y defensor de presos políticos. En 1989 reemplazó a José Antequera en el cargo de Secretario Nacional de Organización del PCC. Asesinado por sicarios en el sur de Bogotá en 1993 en el marco del Plan “Golpe de Gracia” en contra de la UP y el PCC.
El asesinato ocurrió 12 días antes del asesinato del ex representante a la cámara por el departamento del Caquetá y confundador de la UP Henry Millán Gonzalez

## Asesinato
Según el Banco de Datos del CINEP, «25-Nov-93: En Bogotá D. C., paramilitares ejecutaron al abogado Miller Chacón, integrante del Comité Ejecutivo del Partido Comunista, en la carrera 10 con calle 31 sur. Había denunciado a militares que venían desarrollando estrategias paramilitares». Al momento de su asesinato,Chacón era el director nacional del Partido Comunista Colombiano.En 2007 fue condenado el Estado Colombiano por su muerte.